# Winter World University Games 2025/Para Skilanglauf
Bei den Winter World University Games 2025 in Turin wurden zwei Wettkämpfe in zwei Klassen im Para Skilanglauf ausgetragen. Es fanden insgesamt 6 Entscheidungen statt. Es war das erste Mal, dass Wettkämpfe im Para Skilanglauf bei Winter World University Games stattfanden. Austragungsort war Pragelato Plan.

## Zeitplan
| Zeitplan Ski Alpin    | Zeitplan Ski Alpin | Zeitplan Ski Alpin | Zeitplan Ski Alpin |
| Wettbewerbe           | Januar             | Januar             | Januar             |
| Wettbewerbe           | 16.                | 17.                | 18.                |
| --------------------- | ------------------ | ------------------ | ------------------ |
| Männer                |                    |                    |                    |
| 10 km Freistil        | Gold               |                    |                    |
| 1 km Sprint klassisch |                    |                    | Gold               |
| Frauen                |                    |                    |                    |
| 10 km Freistil        | Gold               |                    |                    |
| 1 km Sprint klassisch |                    |                    | Gold               |
| Entscheidungen        | 3                  | 0                  | 3                  |

| Gold | Medaillenentscheidung |

## Bilanz

### Medaillenspiegel
| Platz  | Land        | 00 | 00 | 00 | Gesamt |
| ------ | ----------- | -- | -- | -- | ------ |
| 1      | Deutschland | 4  | 4  | –  | 8      |
| 2      | Finnland    | 2  | –  | –  | 2      |
| 3      | Kasachstan  | –  | 2  | 2  | 4      |
| 4      | Polen       | –  | –  | 2  | 2      |
| 5      | Armenien    | –  | –  | 1  | 1      |
| 5      | Kanada      | –  | –  | 1  | 1      |
| Gesamt | Gesamt      | 6  | 6  | 6  | 18     |

### Medaillengewinner

#### Männer
| Disziplin                            | Gold                           | Silber                           | Bronze                                    |
| ------------------------------------ | ------------------------------ | -------------------------------- | ----------------------------------------- |
| 1 km Sprint klassisch (Sehbehindert) | Inkki Inola Guide:Reetu Inkilä | Lennart Volkert Guide: Nils Kolb | Roman Kurbanow Guide: Anton Schdanowitsch |
| 10 km Freistil (Sehbehindert)        | Inkki Inola Guide:Reetu Inkilä | Lennart Volkert Guide: Nils Kolb | Roman Kurbanow Guide: Anton Schdanowitsch |
| 1 km Sprint klassisch (Stehend)      | Marco Maier                    | Denis Zinow                      | Charles Lecours                           |
| 10 km Freistil (Stehend)             | Marco Maier                    | Denis Zinow                      | Garik Melkonjan                           |

#### Frauen
| Disziplin                            | Gold                            | Silber                                       | Bronze                              |
| ------------------------------------ | ------------------------------- | -------------------------------------------- | ----------------------------------- |
| 1 km Sprint klassisch (Sehbehindert) | Leonie Walter Guide: Emily Weiß | Johanna Recktenwald Guide: Christian Krasman | Aneta Kobryń Guide: Katarzyna Witek |
| 10 km Freistil (Sehbehindert)        | Leonie Walter Guide: Emily Weiß | Johanna Recktenwald Guide: Christian Krasman | Aneta Kobryń Guide: Katarzyna Witek |